# 鵬学園高等学校
鵬学園高等学校（おおとりがくえんこうとうがっこう、英: Ohtori Gakuen High School）は、石川県七尾市天神川原町にある私立高等学校。通称は「鵬（おおとり）」。

## 概要
2024年度からこれからの時代に合った教育を推進するため新コースに改編。普通科はアドバンス・スタンダード・ライフマネジメントに改編。スタンダードとライフマネジメントは進学とキャリアに分かれる。調理科は従来通り。

## 設置学科

### 普通科
- アドバンスは旧帝大クラスの合格を目指す。週38時間の授業。放課後補習はなく自主性を重視し自習室（チューター在室）で自学習が可能。このコースの合格者は授業料免除＋奨学金が受けられる。更に教材も一部提供される。
- スタンダードは進学とキャリアに分かれる。進学は国公立大学進学を実現できるカリキュラムに加え「探究」活動を学校生活になかで多く取り入れて実践している。キャリアは地元の企業に就職する際に取得しておきたい資格を多く取得することで実務における基礎基本を学ぶことができる。また、「まんがイラスト」という科目がありマンガについて学ぶこともできる。
- ライフマネジメントは「ライフスキル」というアスリートの成長に不可欠な人間形成のスキルを学ぶコース。主に3年間を部活動に注ぐ生徒が進むコースとなる。進学とキャリアに分かれており進学先も充実している。

### 調理科
- F組は、調理師の養成を目指す学科である。

所定の課程を修了すれば、石川県内の高等学校で唯一、卒業と同時に調理師免許を取得することができる。

## 沿革
- 1960年（昭和35年）12月 - 七尾市袖ヶ江町に新校舎着工。
- 1961年（昭和36年）
  - 3月 - 学校法人七尾女子高等学院設置認可。
  - 4月 - 高等学院開校。
- 1963年（昭和38年）
  - 1月 - 学校法人七尾女子高等学校設立認可。
  - 4月 - 高等学校開校。
- 1965年（昭和40年）4月 - 普通課程設置。
- 1971年（昭和46年）10月 - 七尾市天神川原町にグラウンド新設。
- 1976年（昭和51年）6月 - 上坂鵬太郎先生胸像建立（初代理事長）。
- 1981年（昭和56年）5月 - 七尾市天神川原町に新校舎、体育館着工。
- 1982年（昭和57年）
  - 3月 - 新校舎、体育館竣工。
  - 4月 - 新校舎総合移転。
  - 8月 - 寄宿舎竣工。
  - 9月 - 創立20周年・新校舎落成記念式典挙行。
- 1988年（昭和63年）4月 - 食物科設置。
- 1990年（平成2年）4月 - 男女共学となり、校名を鵬学園高等学校に改名。
- 1991年（平成3年）
  - 4月 - 食物科を調理科に学科改編。
  - 11月 - 特別教室（図書室、情報処理室など）竣工。
- 1993年（平成5年）1月 - 第2体育館竣工。
- 1995年（平成7年）3月 - 衛星放送講座受講施設竣工。
- 1996年（平成8年）7月 - オムニテニスコート竣工。
- 1997年（平成9年）5月 - グラウンド改修工事竣工。
- 1998年（平成10年）8月 - 福祉施設教室改修竣工。
- 1999年（平成11年）4月 - 普通科に福祉コース設置。
- 2000年（平成12年）4月 - 福祉コースを福祉科に学科改編。
- 2006年（平成18年）8月 - 耐震工事施工。
- 2010年（平成22年）4月 - 福祉科を募集停止し、普通科に福祉コース設置、清明寮再開。
- 2011年（平成23年）
  - 8月 - 全室冷暖房完備。
  - 10月 - スクールバス運行開始。
- 2012年（平成24年）
  - 4月 - テニスコート改修。
  - 9月 - 石川県立七尾商業高等学校跡地を第2キャンパスとして取得。
  - 12月 - 女子寮竣工。
- 2013年（平成25年）4月 - 第2キャンパスグラウンドにサッカー場・野球場竣工。
- 2024年（令和6年）普通科のコース改編

## 教育方針

### 教育目標
1. 清く、正しく、優しくを生活の信条とし、何事にも積極かつ全力で臨む人間を育てる。
2. 全てのものに感謝し、他に奉仕する人間を育てる。
3. 一般教養の基礎を培い、知性豊かな実践力ある人間を育てる。

### 生活目標
清廉 - 清く正しく生きる
積極 - 進んでことに臨む
全力 - 全力を尽くす
感謝 - 全てに感謝する

## 学校行事
- 学園祭：これまで名前が無かったが、創立50周年の際に当時の生徒会長が『鵬翔祭』と命名した。
  - 2016年（平成28年）度には、お笑いタレントのやしろ優がサプライズゲストとして登場した。
- 暁遠足：3年に1度ある恒例行事。18時過ぎから夜通し歩くというもの。
- 百人一首大会：体育館で百人一首を全校生徒で行うもの。
- マラソン大会：学校周辺を走るもの。

## 部活動
施設はサッカー場（天然芝）、野球場、テニスコート、グラウンド、５つの体育館と充実している。

### 運動部
現在、運動部は野球部、サッカー部、陸上競技部ら男女バドミントン部、男女バスケットボール部、女子バレー部、体操部、なぎなた部、女子ソフトテニス部、卓球部がある。
- 2012年度
  - 女子バスケットボール部インターハイ出場。（初出場）
  - 元・金沢高校野球部監督の浅井純哉が鵬学園野球部監督に就任（2022年夏に退任）。
- 2013年度
  - 女子バスケットボール部インターハイ出場。（2年連続2回目）
  - 女子バスケットボール部第44回全国高等学校バスケットボール選抜優勝大会出場。（初出場）
- 2014年度
  - なぎなた部北信越高等学校総合体育大会個人2位。
  - 女子バスケットボール部北信越高等学校総合体育大会3位。
- 2015年度
  - 陸上競技部北信越高等学校総合体育大会円盤投げ2位。
  - 女子バスケットボール部第46回全国高等学校バスケットボール選抜優勝大会出場。（2年ぶり2回目）
  - サッカー部北信越高等学校総合体育大会3位。
- 2016年度
  - なぎなた部北信越高等学校総合体育大会個人2位。
  - 女子バスケットボール部第47回全国高等学校バスケットボール選抜優勝大会出場。（2年連続3回目）
  - サッカー部が第95回全国高等学校サッカー選手権大会に初出場（前年度まで県大会17連覇かつ全国大会4年連続ベスト4以上だった星稜を決勝戦で下す）。
- 2019年度
  - 女子バスケットボール部第50回全国高等学校バスケットボール選抜優勝大会出場。
  - サッカー部第98回全国高等学校サッカー選手権大会に出場。（初戦で京都橘高校を下し、3回戦で矢板中央高校に敗退。ベスト１６）
- 2024年度
  - 女子バスケットボール部、インターハイ出場。北信越大会3連覇。
  - サッカー部、インターハイ出場。（初）

### 文化部
現在、文化部は吹奏楽部、ハンドメイド部、クラフト手芸部、新聞部、インターアクト部、　　ＥＳＳがある。
- 2016年度・2017年度
  - 石川県吹奏楽コンクール高等学校B部門 金賞

## 制服
渡辺麻友（AKB48）が2012年（平成24年）11月21日に発売した3rdシングル『ヒカルものたち』の特典DVDには、全国47都道府県の制服を着たミュージックビデオが収録されており、石川県代表には本校の制服が選ばれた。渡辺は、今回選ばれた47校の制服の中では一番のお気に入りだといい、「ブルーのセーラー服がマンガに出てきそうな感じで、可愛いかったし、着やすかった」「シックでかわいい」と評価している。

## 学生寮
県内外から部活動や調理、学業に専念するため、校舎のすぐそばに男子寮と女子寮がある。

## 所在地
〒926-0022 石川県七尾市天神川原町ハ部32番地

## 校歌
作詞：上坂悌二、作曲：諸岡敏

## アクセス
スクールバスを4ルート（穴水方面、富来方面、羽咋方面、宇ノ気方面）運行している。
下校便は夏19：30、冬19：00に学校を出発するので、遅くまで学習や部活に打ち込むことができる。

## 著名な関係者

### 卒業生
- 森善十朗 - 極真空手
- 川尻文太郎 ‐ テノール歌手
- 山口奈々花 - プロバスケットボール選手（2022年３×３日本代表Ｂ選出）
- 永田貫太 ‐ プロサッカー選手